# Melanie Baumann
Melanie Baumann (* 26. März 1980 in Ettingen) ist eine Schweizer Triathletin und Ironman-Siegerin (2018).

## Werdegang
Melanie Baumann betreibt Triathlon seit 2010. Sie startet im Team von Trisutto und wird trainiert von der ehemaligen dänischen Triathletin Lisbeth Kristensen (Weltmeisterin Langdistanz 2001).
Sie konnte im Juni 2016 auf der Triathlon-Mitteldistanz den Ironman 70.3 Kronborg-Elsinore gewinnen (1,9 km Schwimmen, 90 km Radfahren und 21,1 km Laufen).

### Siegerin Ironman 2018
Im Juli 2018 gewann die 38-Jährige in Norwegen auf der Langdistanz (3,86 km Schwimmen, 180,2 km Radfahren und 42,195 km Laufen) die Erstaustragung des Ironman Haugesund.

## Sportliche Erfolge
| Datum/Jahr    | Rang | Wettbewerb                          | Austragungsort   | Zeit     | Bemerkung                    |
| ------------- | ---- | ----------------------------------- | ---------------- | -------- | ---------------------------- |
| 9. Okt. 2022  | 17   | Ironman 70.3 Venice-Jesolo          | Venedig          | 04:47:27 |                              |
| 12. Mai 2019  | 2    | Azores Triathlon                    | Praia da Vitória | 05:10:32 |                              |
| 28. Juli 2018 | 13   | Challenge Prague                    | Prag             | 04:44:23 |                              |
| 17. Juni 2018 | 10   | Ironman 70.3 European Championships | Helsingør        | 04:32:33 | Vize-EM-Titel W35-39         |
| 3. Juni 2018  | 12   | Challenge The Championship          | Samorin          | 04:34:19 | Siegerin aller Altersklassen |
| 27. Mai 2018  | 9    | Ironman 70.3 Austria                | St. Pölten       | 04:45:34 | Siegerin der AG F35-39       |
| 13. Mai 2018  | 2    | Ocean Lava Montenegro               | Kotor            | 04:37:01 |                              |
| 6. Mai 2018   | 7    | Challenge Riccione                  | Riccione         | 04:52:37 | Beste Altersklassen-Athletin |
| 17. Sep. 2017 | 9    | Ironman 70.3 Weymouth               | Weymouth         | 04:59:54 | Siegerin W35-39              |
| 18. Juni 2017 | 23   | Ironman 70.3 European Championships | Helsingør        | 04:42:03 | EM-Titel W35-39              |
| 6. Aug. 2016  | 7    | Challenge Fredericia                | Fredericia       | 04:47:32 | Siegerin Alterklassen        |
| 8. Juli 2016  | 8    | Ironman 70.3 Jönköping              | Jönköping        | 04:48:09 | Siegerin der AG F35-39       |
| 19. Juni 2016 | 1    | Ironman 70.3 Kronborg-Elsinore      | Helsingør        | 04:52:39 |                              |
| 7. Mai 2016   | 19   | Ironman 70.3 Mallorca               | Alcúdia          | 05:10:51 |                              |
| 13. Sep. 2015 | 3    | Ironman 70.3 Aarhus                 | Aarhus           | 04:50:26 |                              |

| Datum/Jahr    | Rang | Wettbewerb                | Austragungsort        | Zeit     | Bemerkung                                    |
| ------------- | ---- | ------------------------- | --------------------- | -------- | -------------------------------------------- |
| 16. Sep. 2023 | 7    | Ironman Maryland          | Cambridge (Maryland)  | 08:31:08 | Schwimmen verkürzt auf 918 Meter             |
| 2. Dez. 2018  | 8    | Ironman Western Australia | Busselton             | 10:21:41 |                                              |
| 13. Okt. 2018 | 6    | Ironman Louisville        | Louisville (Kentucky) | 09:24:05 | persönliche Bestzeit auf der Ironman-Distanz |
| 18. Aug. 2018 | DNF  | Ironman Sweden            | Kalmar                | –        | Aufgabe nach Sturz auf der Radstrecke        |
| 1. Juli 2018  | 1    | Ironman Haugesund         | Haugesund             | 10:18:43 |                                              |
| 3. Dez. 2017  | 14   | Ironman Western Australia | Busselton             | 08:54:00 | Rang 2 W35–39, kein Schwimmen                |
| 14. Okt. 2017 | 90   | Ironman Hawaii            | Hawaii                | 10:40:38 | Rang 16 W35–39                               |
| 8. Juli 2017  | 37   | Ironman Germany           | Frankfurt am Main     | 10:19:52 | Ironman European Championships               |
| 4. Dez. 2016  | 14   | Ironman Western Australia | Busselton             | 10:09:57 | Rang 2 W35–39                                |
| 21. Mai 2016  | 15   | Ironman Lanzarote         | Lanzarote             | 11:14:17 | Rang 3 W35–39                                |

(DNF – Did Not Finish)